# Concert dans le style ancien

Le Concert dans le style ancien (allemand : Konzert im alten Stil) opus 123 est un Concerto grosso de Max Reger, qui fut créé à Amsterdam en 1912 sous la direction de Willem Mengelberg.

## Structure
1. Allegro con spirito
2. Largo
3. Allegro

- Durée d'exécution : vingt minutes